# Mediano hexecontaedro hexagonal
En geometría, el mediano hexecontaedro hexagonal (o mediano ditriacontaedro dentoide) es un poliedro no convexo isoedral. Es el dual del icosidodecadodecaedro romo, un poliedro uniforme estrellado.

## Proporciones

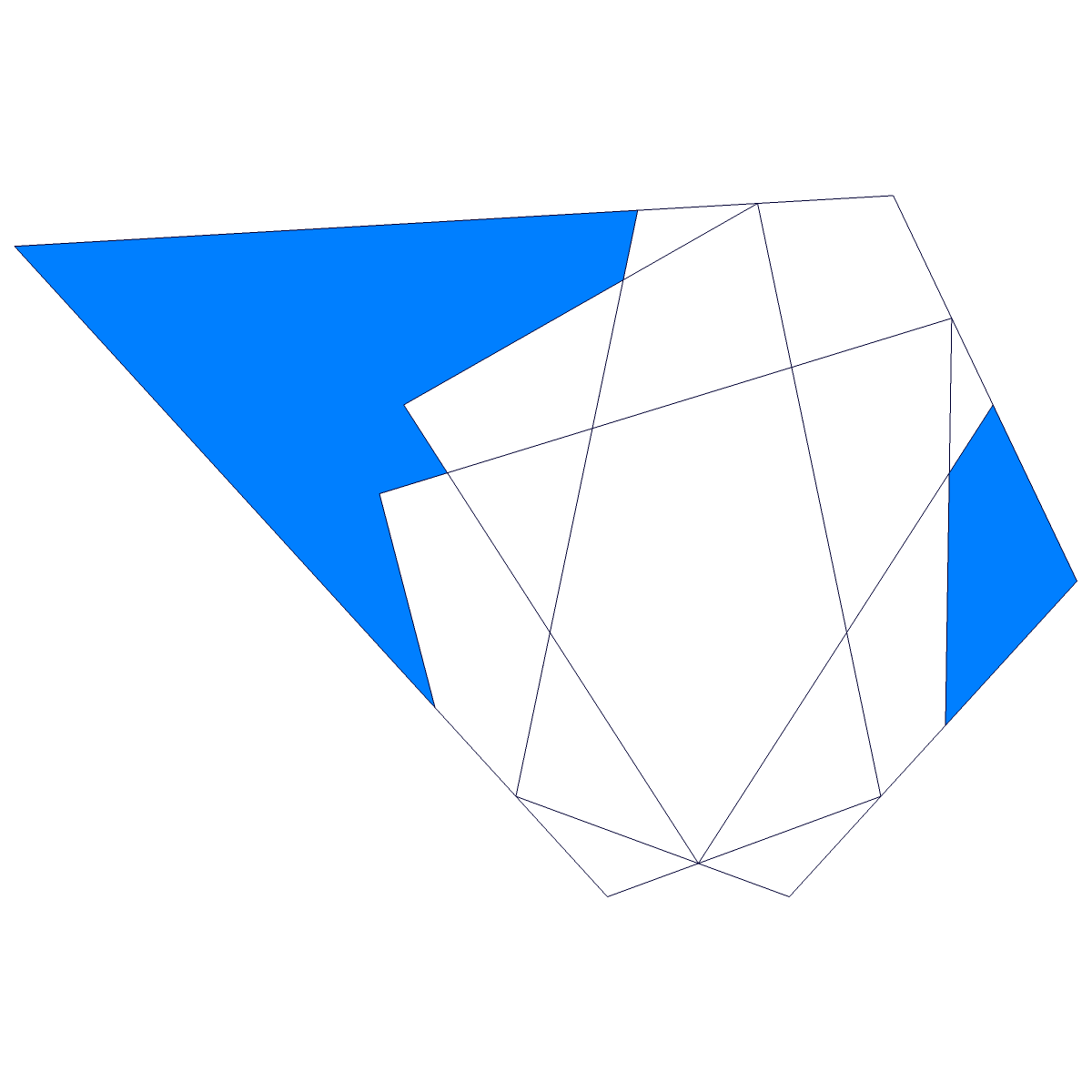
Forma de las caras

Las caras del hexecontaedro hexagonal medial son hexágonos irregulares no convexos. Denote el número áureo por {\displaystyle \phi }, y sea {\displaystyle \xi \approx -0.377\,438\,833\,12} el cero real del polinomio {\displaystyle 8x^{3}-4x^{2}+1}. El número {\displaystyle \xi } se puede escribir como {\displaystyle \xi =-1/(2\rho )}, donde {\displaystyle \rho } es número plástico. Entonces cada cara tiene cuatro ángulos iguales de {\displaystyle \arccos(\xi )\approx 112.175\,128\,045\,27^{\circ }}, uno de {\displaystyle \arccos(\phi ^{2}\xi +\phi )\approx 50.958\,265\,917\,31^{\circ }} y uno de {\displaystyle 360^{\circ }-\arccos(\phi ^{-2}\xi -\phi ^{-1})\approx 220.341\,221\,901\,59^{\circ }}. Cada cara tiene dos bordes largos, dos de longitud media y dos cortos. Si los bordes medianos tienen longitud {\displaystyle 2}, los largos tienen longitud {\displaystyle 1+{\sqrt {(1-\xi )/(-\phi ^{-3}-\xi )}}\approx 4.121\,448\,816\,41} y los cortos {\displaystyle 1-{\sqrt {(1-\xi )/(\phi ^{3}-\xi )}}\approx 0.453\,587\,559\,98}. Su ángulo diedro es igual a {\displaystyle \arccos(\xi /(\xi +1))\approx 127.320\,132\,197\,62^{\circ }}.